# Gancfeld eksperiment
Gancfeld eksperiment (od   — „celo” и  — „polje”) je metod koji se koristi u psihologiji i parapsihologiji radi istraživanja perceptualnih fenomena i parapsiholoških pojava. Ova tehnika se zasniva na izazivanju stanja dezorganizovane percepcije putem stimulacije jednostavnim i konstantnim senzornim podražajima kao što su specifične boje svetlosti i zvukovi. Cilj Gancfeldovog eksperimenta je proučavanje telepatije i ekstrasenzorne percepcije (ESP), odnosno istraživanje mogućnosti dobijanja informacija koje su izvan dosega tradicionalnih čula. U uobičajnoj praksi, „pošiljalac” pokušava da telepatski prenese sliku „primaocu” koji je u stanju senzorne deprivacije, a od primaoca se traži da, među ograničenim brojem opcija, pronađe pravu.
Važno je napomenuti da gancfeldov eksperiment ima svoje kritičare i zagovornike. Kritičari ukazuju na nedostatak doslednih rezultata i mogućnost sugestije kod ispitanika, dok zagovornici veruju da eksperiment pruža značajne uvide u prirodu percepcije i vančulnih sposobnosti kao i da je stopa uspeha iznad očekivanih. Bez obzira na kontroverze, gancfeldov eksperiment i dalje predstavlja zanimljivu i važnu oblast istraživanja u parapsihologiji.

## Istorijski kontekst
Volfgang Mecger (1899–1979) je prvi uveo gancfeldov efekat u eksperimentalnu psihologiju kada je uspešno pokazao da će ispitanici iskusiti perceptivne distorzije, koje mogu prerasti u halucinacije, nakon gledanja u homogeno vizuelno polje. Početkom 1970-ih, u Medicinskom centru Maimonides, Čarls Honorton je pokušao da ide stopama Džozefa Benksa Rajna, koji je osmislio termin „ESP”, kako bi pokrenuo diskusiju o paranormalnim tvrdnjama. Honorton se fokusirao na ono što je mislio da je veza između ESP-a i snova i počeo da izlaže svoje ispitanike istoj vrsti senzorne deprivacije koja se koristi i u demonstraciji gancfeldovog efekta, pretpostavljajući da će u tim uslovima „psi” (termin korišćen u parapsihologiji za označavanje svih anomaličnih psihičkih sposobnosti) možda proraditi. On je verovao da bi se smanjenjem uobičajnih senzornih nadražaja povećala mogućnost prenošenja informacija putem telepatije.
Još od kada su Honorton i Šeron Harper 1974. objavili prvi kompletan eksperiment u časopisu Journal of the American Society for Psychical Research, gancfeldovi eksperimenti su i dalje ostali oslonac za parapsihološka istraživanja.

## Eksperimentalni proces
U klasičnom gancfeldovom eksperimentu, „primalac” se smešta u prostoriju na udobnu stolicu i na oči mu se stavljaju polovine ping-pong loptice u koje se uperi posebno crveno svetlo kako bi se dobila specifična svetlost. On takođe nosi slušalice na kojima je pušten beli ili ružičasti šum. Primalac u stanju blage senzorne deprivacije provodi pola sata. Tokom ovog vremena, „pošiljalac” posmatra nasumično odabranu metu i pokušava datu informaciju telepatski poslati primaocu. Primalac za ovo vreme govori naglas pokušavajući da opiše šta to „vidi”. Sve ovo beleži eksperimentator(koji ne zna šta je informacija koja se prenosi) ili nasnimavanjem na traku ili zapisivajući, i ti podaci posle koriste primaocu tokom postupka odlučivanja.
U postupku odlučivanja, primalac se izvlači iz gancfeldovog stanja i daje mu se set mogućih meta, od kojih on bira jednu koja najviše odgovara slikama koje je proživeo. Najčešće se pored mete nalaze jos tri lažne mete (mamca), što daje šansu od 25% da će primalac slučajno pogoditi tačan mamac. Procenat uspešno pogođenih meta je i u ispitivanjima (kojih je bilo nekoliko desetina) iznosio takođe 25%.
Neki parapsiholozi koji prihvataju postojanje „psi” došli su do zaključka da određene osobine ličnosti ispitanika mogu pozitivno da utiču na performanse ESP-a. Takvi parapsiholozi su tvrdili da bi biranje određenih karakteristika kod ispitanika moglo uticati na povećanje stope uspešnosti gancfeldovog eksperimenta. Takve osobine su bile sledeće:
- Verovanje u „psi” i ESP[11]

- Prethodno iskustvo sa „psi”[9]

- Vežbanje mentalne discipline kao što je meditacija[12]

- Kreativnost[9]

- Nadarenost za umetnost[9]

- Emocionalna bliskost sa pošiljaocem[13]

Kritičari su istakli da oslanjanje na kriterijume odabira kao što su ovi uvodi pristrasnost u eksperimentalni dizajn, i samim tim da se i rezultati istrživanja i efekti koje parapsiholozi tvrde da su postigli ne odnose na celu populaciju, već samo na „specijalne” učesnike(vidi ispod).

## Analiza rezultata

### Rani eksperimenti
Obavljeno je 42 eksperimenta u periodu između 1974. i 1982. godine, sve eksperimente su izveli parapsiholozi. Čarls Honorton je 1982. godine predstavio svoj rad, koji predstavlja rezime rezultata gancfeld eksperimenata do tog datuma, na godišnjoj konvenciji Parapsihološkog udruženja. Čarls Honorton je zaključio da rezultati eksperimenata predstavljaju dovoljan dokaz da se pokaže da psi postoji.
Rej Hajman, psiholog i poznati kritičar parapsihologije, je kritikovao Honortona i gancfeldove eksperimentalne radove. Hajman je uočio da radovi nisu opisivali optimalne protokole, niti su uključivali odgovarajuću statističku analizu.
Identifikovao je tri velike mane u radovima:
1. Nedostaci u randomizaciji za izbor mete
2. Mane u randomizaciji u postupku zaključivanja
3. Nedovoljna dokumentacija

Hajman je, da bi procenio svaki eksperiment, osmislio set od 12 kategorija nedostataka:
Šest kategorija odnosilo se na statističke nedostatke kao što su višestruko testiranje bez odgovarajućih podešavanja značajnog nivoa, upotreba pogrešnog statističkog testa i sl. Šest dodatnih kategorija pokrivalo je proceduralne nedostatke kao što su neadekvatna randomizacija, neadekvatna sigurnost, mogućnosti senzornog curenja i neadekvatna dokumentacija— Rej Hajman, , 2007.
Hajman je otkrio da svih 42 gancfeld eksperimenta sadrže barem jednu od ovih mana, a više od polovine studija nije uspelo da se zaštiti od senzornog curenja. Nakon znatnih razgovora o važnosti nedostataka, Honorton se slozio sa Hajmanom da 42 gancfeld eksperimenta koja je uključio u svoju metaanalizu nisu dovoljna da dokažu da psi postoji.
Hajman i Honorton su 1986. godine objavili A Jointe Communiqué, nakon što su se susreli na sastancima Parapsihološkog udruženja, gde su se složili o metodološkim problemima i načinima da se oni reše. Predložili su kompjuterski automatizovanu kontrolu, gde su randomizacija i drugi metodološki problemi rešeni. Takođe su se složili da su za gancfeld eksperimente neophodini stroži standardi i zajednički su precizirali koji bi to standardi trebalo da budu. U tom tekstu su takođe dali preporuke kako takve eksperimente treba sprovesti i reprodukovati.

### Autogancfeld eksperimenti
Godine 1983. Honorton je započeo seriju „Autogancfeld eksperimenta”, to su bili gancfeld eksperimenti koje je kontrolosao računar. Autogancfeld eksperimente je sprovodio u svojim psihofizičkim istraživačkim laboratorijama. Eksperimenti su se nastavili do septembra 1989. godine. U ovim eksperimentima je učestvovalo 240 učesnika u 354 sesija od kojih su samo 329 sesija uzete u obzir zbog nepredviđenih faktora tokom izvršavanja eksperimenta. Honorton je zajedno sa saradnicima objavio rezultate 11 autogancfeld eksperimenata za koje tvrdi da ispunjavaju standarde koje su odredili Hajman i Honorton.
Hajman je analizirao ove eksperimente i napisao je da su, iako su autogancfeld eksperimenti metodološki superiorniji od prethodnih parapsiholoških eksperimenata, testovi njihovih postupaka randomizacije bili neadekvatni. Takođe je napisao da su eksperimenti iako ispunjavaju većinu standarda, ne ispunjavaju sve. Hajman nije mogao da proveri pouzdanost postupaka randomizacije na osnovu podataka koje je pružio Honortonov saradnik Deril Bem. 
Hajman je dalje primetio da iako je ukupna stopa pogotka od 32% (7% veća od očekivanih 25%) značajna, stopa pogotka za statičke mete (fotografije) je, u stvari, bila u skladu sa očekivanim 25% i stoga nedosledna sa Honortonovim prethodnim tvrdnjama o pozitivnim rezultatima gancfeld eksperimenta koji su sprovedeni pre 1982. godine. Razlika u rezultatu je u potpunosti bila zbog nove vrste „dinamičkih meta” (video snimaka) koje su učesnici mogli da identifikuju po stopi koja je bila bolja od očekivane. U stopama pogotka u vezi sa ovim dinamičkim ciljevima, međutim, obrasci su bili očigledni da su procurili implicitni vizuelni znakovi: 
Najsumnjiviji obrazac je činjenica da se stopa pogotka za datu metu povećavala sa učestalošću pojavljivanja te mete u eksperimentu. Stopa pogotka za mete koje su se pojavile samo jednom bila je očekivana 25%. Za mete koje su se pojavile dva puta stopa pogotka se povećala na 28%. Za one koji su se pojavile tri puta, stopa pogotka je bila 38%, a za one mete koje su se pojavile šest ili više puta, stopa pogotka je bila 52%. Svaki put kada se reprodukuje video traka, njen kvalitet može da se pogorša. Moguće je, dakle, da kada je često korišćeni klip meta za datu sesiju, može se fizički razlikovati od ostalih klipova koji su dati subjektu za procenu.
Ričard Vajzman je objavio rad u kome se raspravlja o ne-psi hipotezi zasnovanoj na mogućem akustičnom curenju od pošiljaoca do eksperimentatora u eksperimentima kako bi se objasnili rezultati. Dejvid Marks je napisao:„Vajzman i njegove kolege identifikovali su različite načine na koje je znanje o meti moglo procuriti do eksperimentatora. To je uključivalo znakove iz video kasete i zvukove od pošiljaoca koji je, naravno, znao identitet mete... njihovi zaključci pružaju malo uveravanja da je senzorno signaliziranje eksperimentatora bilo na bilo koji način značajno blokirano.”
Milton i Vajzman (1999) su sproveli metaanalizu gancfeld eksperimenata u drugim laboratorijama. Nisu našli psi efekat, rezultati nisu pokazali nikakav efekat veći od slučajnosti iz baze podataka od 30 eksperimenata.
Lens Storm i Zuitbert Ertel (2001) objavili su metaaanalizu 79 studija objavljenih između 1974. i 1996. godine i zaključili da pozitivan statistički ishod ukazuje na psi efekat. Kao odgovor, Milton i Vajzman (2001) su napisali da metaaanaliza Storma i Ertel nije bila tačan kvantitativni rezime istraživanja gancfeld eksperimenata jer su uključivala rane studije koje su bile široko priznate kao da imaju metodološke probleme koji onemogućavaju tumačenje rezultata kao dokaza psi efekta.
Još jednu metaaanalizu su sproveli Deril Bem, Džon Palmer i Ričard Broton, u kojoj su eksperimenti sortirani prema tome koliko su se blisko pridržavali postojećeg opisa postupka izvršavanja gancfeld eksperimenata, uključujući neke eksperimente koji su objavljeni u vreme od Miltonovog i Vajzmanovog roka. Oni su dobili rezultate koji su bili značajni sa Stouffer Z od 2,59, ali su njihovi protivnici ostali pri mišljenju da je njihov izbor studija za inkluziju u metaanalizu problematičan.

### Savremena istraživanja
Gancfeld eksperimenti su nastavili da se usavršavaju tokom godina. Automatizovani kompjuterski sistem se koristi za izbor i prikaz meta (digitalni autogancfeld). Ovo ima potencijal da prevaziđe neke nedostatke ranijih eksperimentalnih postavki, kao što su randomizacija i eksperimentatorsko slepilo u odnosu na mete.
U 2010. godini, Lens Storm, Patricio Tresoldi i Lorenco Di Risio analizirali su 29 studija gancfeld eksperimenata od 1997. do 2008. godine. Od 1.498 ispitivanja, 483 su proizvela hitove, što odgovara stopi pogodaka od 32,2%.
Utvrđeno je da su učesnici izabrani zbog osobina ličnosti i ličnih karakteristika za koje se smatra da su psi-provodljive značajno bolji od neizabranih učesnika u gancfeld stanju. Prema Hajmanu, oslanjanje na metaanalizu kao jedinu osnovu za opravdanje tvrdnje da anomalija postoji i da su dokazi za nju konzistentni i replicirani je pogrešno. To izobličuje ono što naučnici podrazumevaju pod potvrdnim dokazima.
Rad iz 2016. ispitao je upitne istraživačke prakse u gancfeld eksperimentima i simulirao kako takve prakse mogu uzrokovati pogrešne pozitivne rezultate.

## Kritike
Postoji nekoliko uobičajenih kritika gancfeld eksperimenata:
- Izolacija– Ričard Vajzman i drugi tvrde da neke studije nisu koristile zvučno izolovane prostorije, tako da je moguće da je tokom procesa selekcije istraživač mogao da čuje zvuk sa videa, a da kasnije da nenamerne signale primaocu. Moguće je bilo i da sam primalac čuje video.[21]

- Randomizacija– Kada se od subjekata traži da biraju između različitih opcija, postoji pristrasnost da izaberu prvu opciju koja im se prikaže. Ako je redosled kojim su prikazani izbori svaki put nasumičan, ova pristrasnost će biti ujednačena. Procedure randomizacije korišćene u eksperimentu su kritikovane zbog toga što nisu izvršene na zadovoljavajući način.[20]

- Psi pretpostavka– Pretpostavka da je svako statističko odstupanje od očekivanih rezultata dokaz za telepatiju je veoma kontroverzna. Odstupanje od očekivanih rezultata je samo dokaz da je to bila retka, statistički malo verovatna pojava koja se dogodila slučajno, ili je nešto izazvalo to odstupanje. Najčešći uzrok ovoga su nedostaci u dizajnu eksperimenta.[29]

Čarls Edvard Mark Hansel je 1985. godine otkrio mane u dizajnu i mogućnost senzornog curenja u eksperimentima o kojima su izveštavali Karl Sardžent i drugi parapsiholozi. Zaključio je da se gancfeld studije nisu nezavisno ponavljale i da „ESP nije ništa bliže uspostavljanju nego što je bio pre sto godina”.
Dejvid Marks je u svojoj knjizi Psihologija vidovnjaka primetio da je tokom autogancfeld eksperimenta istraživač bio udaljen samo četiri metra od sobe pošiljaoca. Na kraju su dodate pločice za zvučnu izolaciju, ali su dizajnirane da „apsorbuju zvuk da ne spreče prenos“. Prema Marksu, ovo je bilo neadekvatno i ništa drugačije od korišćenja bilo kog standardnog unutrašnjeg zida. Vrata i njihov okvir su takođe bili mogući izvor senzornog curenja. Nijedan od ovih problema nikada nije uklonjen.
Terens Hajns je 2003. godine napisao da se za gancfeld studije ne može reći da pružaju dokaze za psi, jer navodni dokazi nestaju kako se povećava strogoća kontrole eksperimenata. Prema Hajnsu, „nije postojao jasan način da se dobiju rezultati koji pouzdano pokazuju bilo koji paranormalni fenomen” i da je „najrazumniji zaključak” da efekat ne postoji i da nikada nije postojao.
Suzan Blekmor ističe da je ozbiljan problem to što je Daril Bem, poznati i veoma poštovani psiholog, kriv za „neetičku manipulaciju podataka u potrazi za statističkim značajem” da bi podržao tvrdnje da paranormalno postoji. Navela je da su ovakve manipulacije veoma ozbiljne zbog toga što mnogi ljudi veruju u paranormalno i traže dokaze da potvrde svoje verovanje. Ako istraživač koji je poštovan, kao što je Bem, tvrdi da postoje pouzdani dokazi, mnogi ljudi će mu verovati, što dovodi do ozbiljnih posledica za opšte razumevanje nauke.
Rej Hajman je napisao da je za evaluaciju parapsiholoških tvrdnji potrebno koristiti standardne naučne kriterijume, odvojiti vreme, strpljenje i resurse. Kritičari su se fokusirali na nekoliko primera parapsiholoških istraživanja, najčešće na najslabije, i na loš način su predstavili tvrdnje i dokaze. Parapsihološka zajednica je odbacila te kritike. Posledica toga je da parapsihologija i parapsihološka istraživanja ispaštaju zbog nedostatka konstruktivne kritike.

## Kontroverze
1979. godine, Suzan Blekmor je posetila laboratorije Karla Sardženta u Kembridžu. Uočila je niz nepravilnosti u postupku i pisala o njima za Journal of the Society for Psychical Research.
Ispostavilo se da su se u jednoj sesiji – broj 9 – desili sledeći događaji.
1. Sardžent je uradio randomizaciju kada nije trebalo.
2. 'B' je nestalo iz fioke tokom sesije, umesto posle nje.
3. Sardžent je ušao u odlučivanje i „usmerio“ subjekta ka 'B'.
4. Učinjena je greška u korist 'B' i izabrano je 'B'.
5. 'B' je bila meta, a sesija direktan pogodak.[35]

Ovaj članak, zajedno sa daljim kritikama Sardžentovog rada od strane Adriana Parkera i Nilsa Viklunda, ostao je neobjavljen do 1987. godine, ali su bili dobro poznati u parapsihološkim krugovima.
Sardžent je napisao opovrgavanje na ove kritike (takođe neobjavljeno do 1987.) u kojem nije negirao ono što je Blekmor primetila, ali je tvrdio da su njeni zaključci zasnovani na tim zapažanjima pogrešni i sa predrasudama.
Njegovi saradnici su takođe odgovorili, rekavši da je svako odstupanje od protokola rezultat „slučajnih grešaka“, a ne bilo kakvog pokušaja prevare.
Karl Sardžent je nakon ovoga prestao da radi u parapsihologiji i nije odgovorio „blagovremeno“  kada je Savet parapsihološkog udruženja zatražio njegove podatke, pa je njegovo članstvo u toj organizaciji prestalo.
Pišući za Skeptical Iquirer 2018. godine, Blekmor navodi da je Sardžent „namerno prekršio sopstvene protokole i da je u jednom ispitivanju gotovo sigurno varao“, kao i da psiholozi koji čitaju recenziju Deril Bema u Psychological Bulletin „ne bi imali pojma da je ozbiljna sumnja bačena na više od četvrtine uključenih studija“. 
Kada se Blekmor suočila sa Sardžentom, rekao joj je da „ne bi bilo važno da su neki eksperimenti nepouzdani jer,na kraju krajeva, znamo da psi postoji“.
Blekmor takođe priča da je razgovarala sa Bemom na konferenciji o svesti gde ga je izazvala jer podržava Sardžentovo i Honortonovo istraživanje, on je odgovorio da to „nije bilo važno“. Blekmor piše: „Ali jeste važno... Važno je zato što Bemove stalne tvrdnje navode na zabludu javnost da veruje da postoje ugledni naučni dokazi za ESP u gancfeldu kada ih nema“.

## Literatura
- Marks, David; Kammann, Richard (2000). The Psychology of the Psychic. Prometheus Books. стр. 97—106.
- Hansel, C. E. M (1985). A Skeptic's Handbook of Parapsychology. Prometheus Books. стр. 97—127.
- Fraizer, Kendrick (1991). The Hundredth monkey and other paradigms of the paranormal: a Skeptical inquirer collection. Buffalo, NY: Prometheus Books. стр. 143–148. ISBN 978-0879756550. OCLC 22909893.